# Hemimorina excurvata
Hemimorina excurvata là một loài bướm đêm trong họ Geometridae.